# Lincoln Kilpatrick
Lincoln Kilpatrick (Saint Louis, 12 febbraio 1931 – Los Angeles, 18 maggio 2004) è stato un attore statunitense.

## Filmografia parziale

### Cinema
- L'assassino ha lasciato la firma (Cop Hater), regia di William Berke (1958)
- Squadra omicidi, sparate a vista! (Madigan), regia di Don Siegel (1968)
- Jim l'irresistibile detective (A Lovely Way to Die), regia di David Lowell Rich (1968)
- L'uomo perduto (The Lost Man), regia di Robert Alan Aurthur (1969)
- L'angelo della morte (Brother John), regia di James Goldstone (1971)
- 1975: Occhi bianchi sul pianeta Terra (The Omega Man), regia di Boris Sagal (1971)
- 2022: i sopravvissuti (Soylent Green), regia di Richard Fleischer (1973)
- Chosen Survivors, regia di Sutton Roley (1974)
- Uptown Saturday Night, regia di Sidney Poitier (1974)
- Il giorno del grande massacro (The Master Gunfighter), regia di Frank Laughlin (1975)
- Forza bruta (Deadly Force), regia di Paul Aaron (1983)
- Prison, regia di Renny Harlin (1987)
- A prova di proiettile (Bulletproof), regia di Steve Carver (1988)
- 2013 - La fortezza (Fortress), regia di Stuart Gordon (1992)

### Televisione
- The Nurses – serie TV, 2 episodi (1963-1965)
- Medical Center – serie TV, 3 episodi (1969-1972)
- Ironside – serie TV, 2 episodi (1970-1972)
- I boss del dollaro (Arthur Hailey's the Moneychangers)  – miniserie TV (1976)
- Matt Houston – serie TV, 44 episodi (1983-1985)
- Frank's Place – serie TV, 22 episodi (1987-1988)
- Piranha - La morte viene dall'acqua (Piranha) – film TV (1995)
- E.R. - Medici in prima linea (ER) – serie TV, un episodio (2000)

## Doppiatori italiani
Nelle versioni in italiano delle opere in cui ha recitato, Lincoln Kilpatrick è stato doppiato da:
- Sandro Sardone in 2013 - La fortezza[1]
- Massimo Foschi in 2022: i sopravvissuti[2]
- Vittorio Bestoso ne I Jefferson[3]
- Francesco Pannofino in Frasier[4]